# Streetfighters : La Rage de vaincre
Pour les articles homonymes, voir Street Fighter.
Pour plus de détails, voir Fiche technique et Distribution.
Streetfighters : La Rage de vaincre ou La Loi du plus fort au Québec (Only the Strong) est un film d'action américain de Sheldon Lettich et sorti en 1993.

## Synopsis
Démobilisé des forces spéciales américaines stationnées au Brésil où il a acquis la maîtrise de la capoeira, Louis Stevens revient à Miami, sa ville natale. En visite dans son ancienne école, il découvre que les gangs et les dealers font la loi. Louis veut donner aux étudiants une nouvelle chance à travers l'enseignement de la Capoeira. Les gangs locaux menacés dans leur suprématie vont lui déclarer la guerre.

## Fiche technique
- Titre original : Only the Strong
- Titre français : Streetfighters : La Rage de vaincre[1] ; Only the Strong : La Loi du plus fort (ressortie VHS et DVD)
- Titre québécois : La Loi du plus fort
- Réalisation : Sheldon Lettich
- Scénario : Sheldon Lettich, Luis Esteban
- Décors : Patricia Field
- Photographie : Andrew Laszlo
- Montage : Stephen Semel (en)
- Musique : Harvey W. Mason
- Production : Sheldon Lettich, Samuel Hadida ; Frank Dux (production exécutive) ; Mark Dacascos (coproduction)
- Sociétés de distribution : Twentieth Century Fox (États-Unis), Metropolitan Filmexport (France)
- Pays de production :  États-Unis
- Langue : anglais
- Genre : Action; Thriller
- Format : Couleur  - 35mm - 2,35:1 - son Dolby
- Durée : 99 minutes
- Dates de sortie en salles : 
  - États-Unis : 27 août 1993
  - France : 20 juillet 1994

## Distribution
- Mark Dacascos (VF : Pascal Légitimus) : Louis Stevens
- Stacey Travis : Dianna
- Paco Christian Prieto (VF : Michel Vigné) : Silverio Oliveira
- Geoffrey Lewis (VF : Jean-Pierre Moulin) : Kerrigan
- Richard Coca (VF : Emmanuel Curtil)  : Orlando
- Ryan Bollman : Donovan
- Christian Klemash : Eddie
- Jeffrey Anderson-Gunter : Philippe
- Todd Susman : Cochran